# 일등급 수학
일등급 수학은 현재 수경출판사에서 출판하는 증등, 고등 고난도 수학 문제집 시리즈이다. 이 시리즈의 고등 교재로는 일등급 수학 (상), (하), 수I, 수II, 확률과 통계, 미적분, 기하 등이 있다.

## 같이 보기
- 자이스토리
- 수학의 정석
- 쎈